# Erateina aida
Erateina aida là một loài bướm đêm trong họ Geometridae.